# Jersey

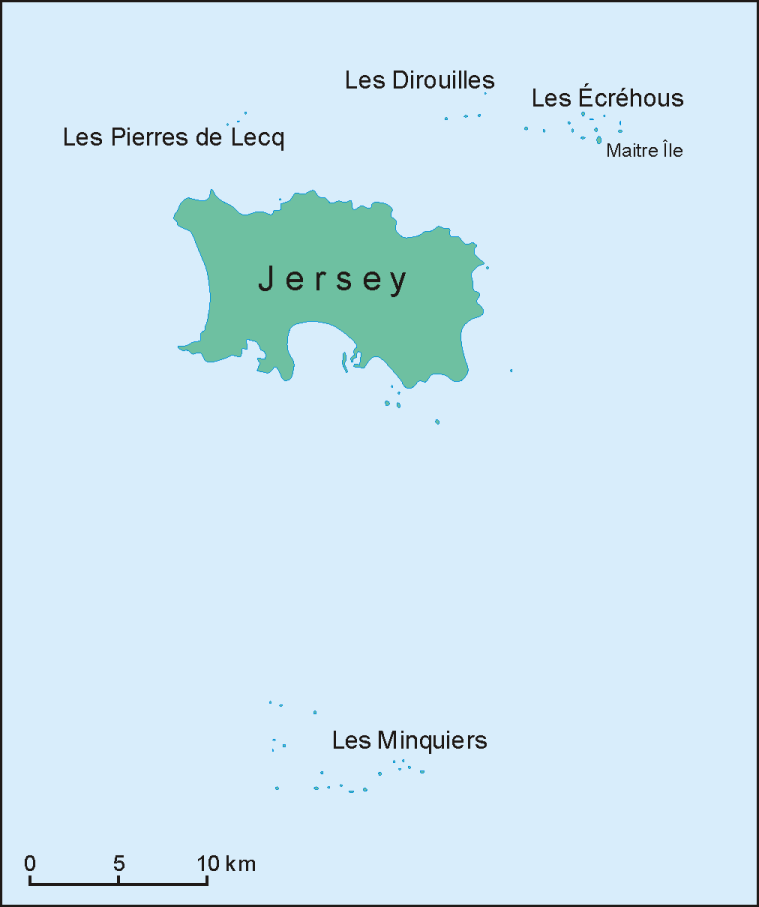
Mapa wysp wchodzących w skład Baliwatu Jersey

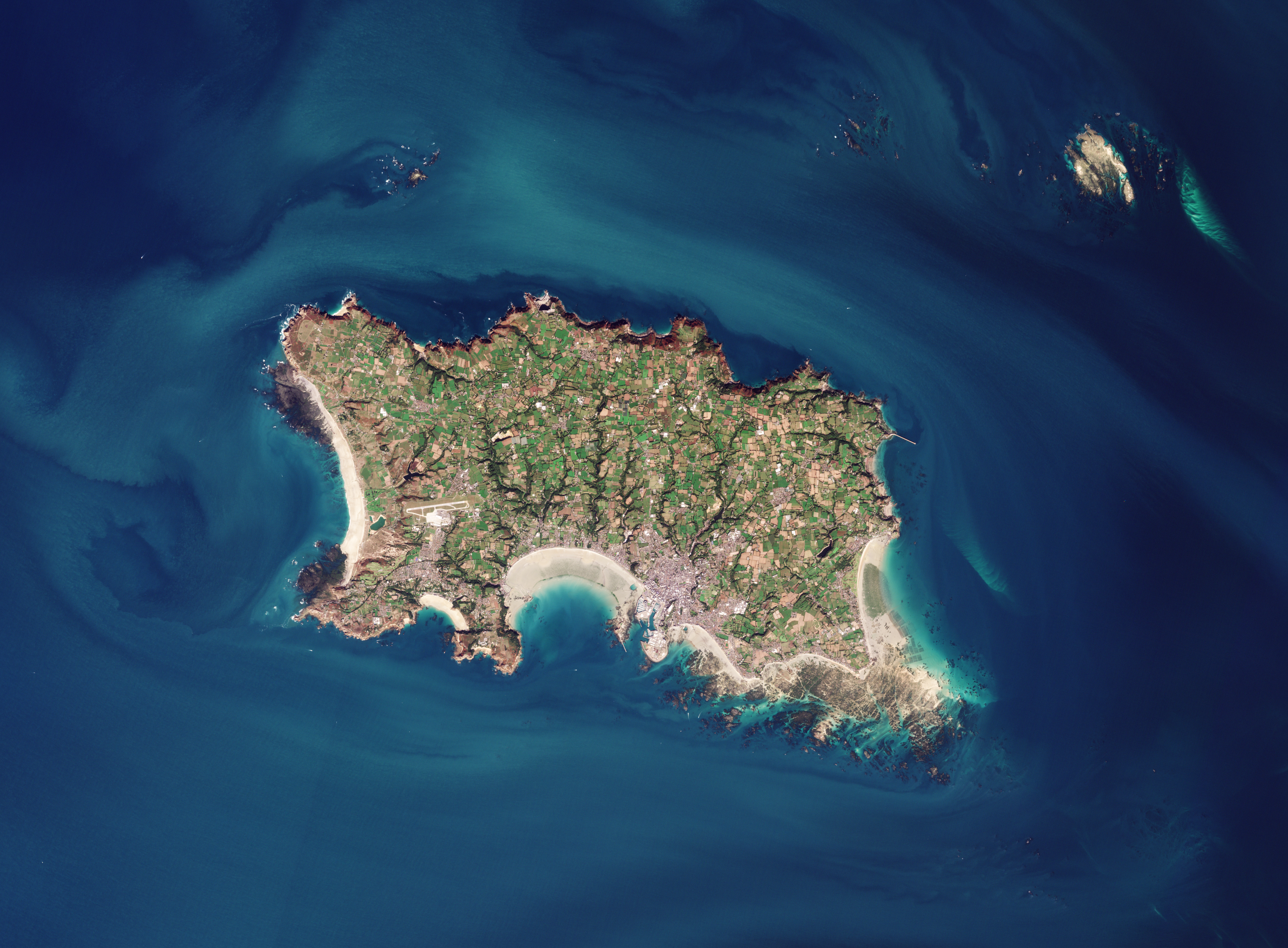
Widok na wyspę z kosmosu

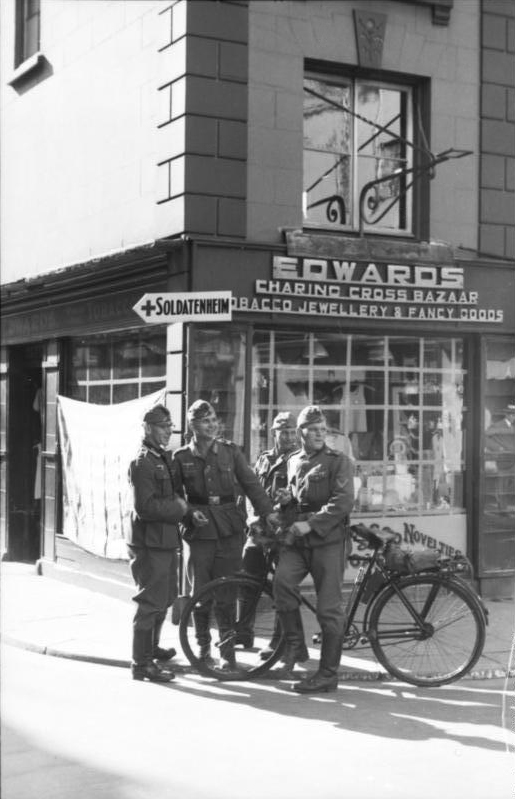
Niemieccy żołnierze na Jersey, sierpień 1941

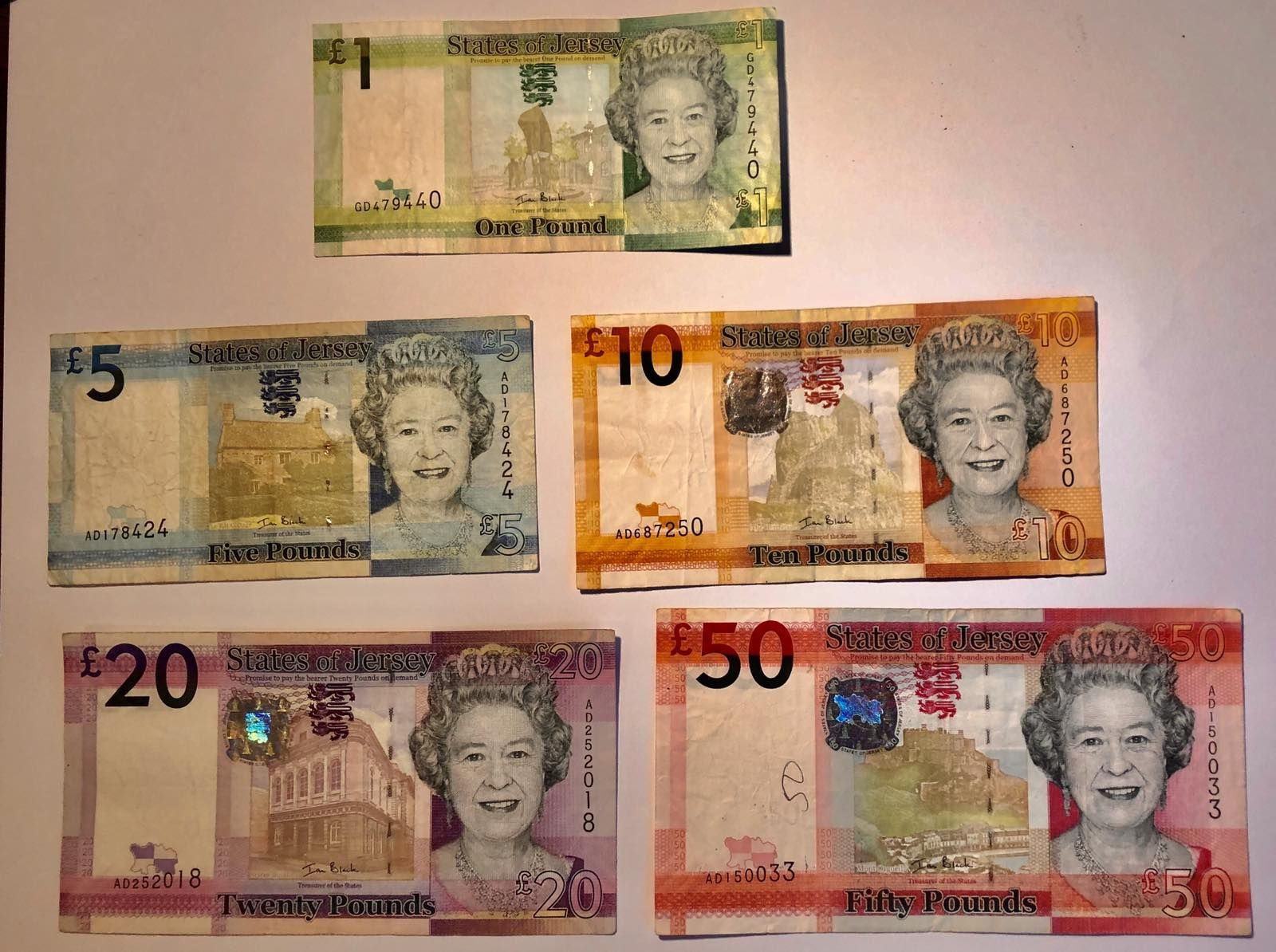
Banknoty funta Jersey

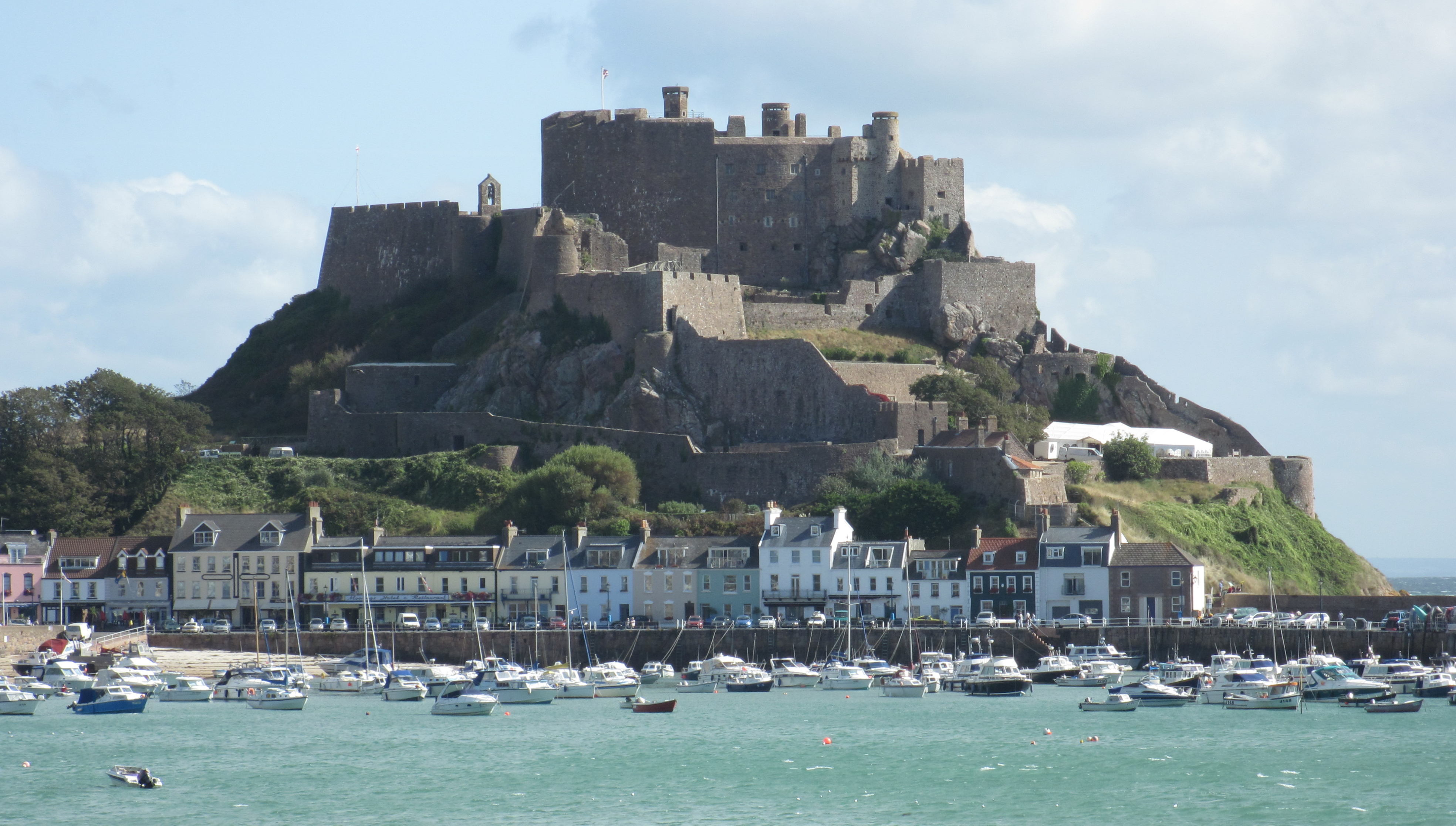
Zamek Mont Orgueil w Gorey

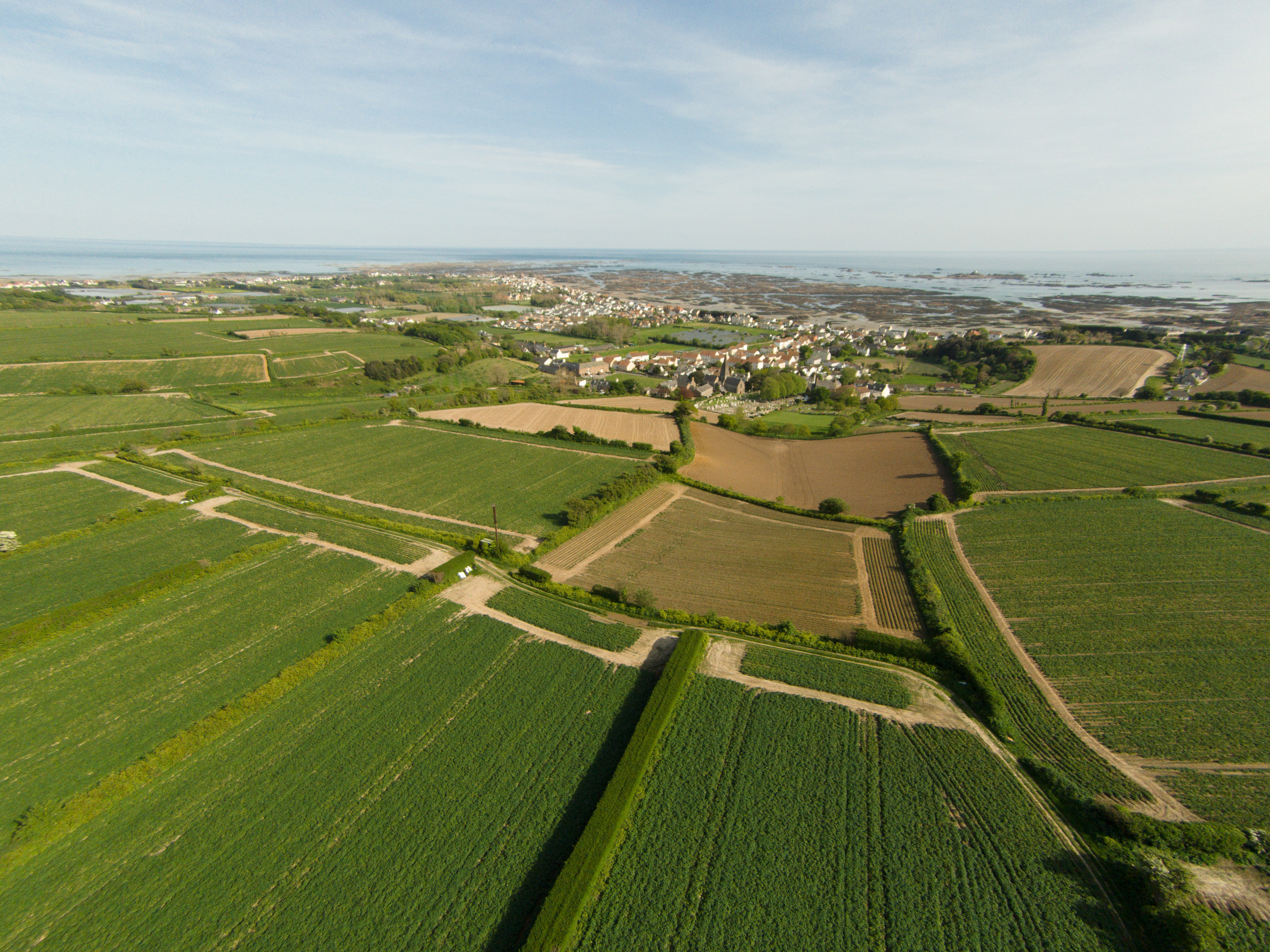
Widok na pola uprawne w Saint Clement, na południowym wybrzeżu wyspy

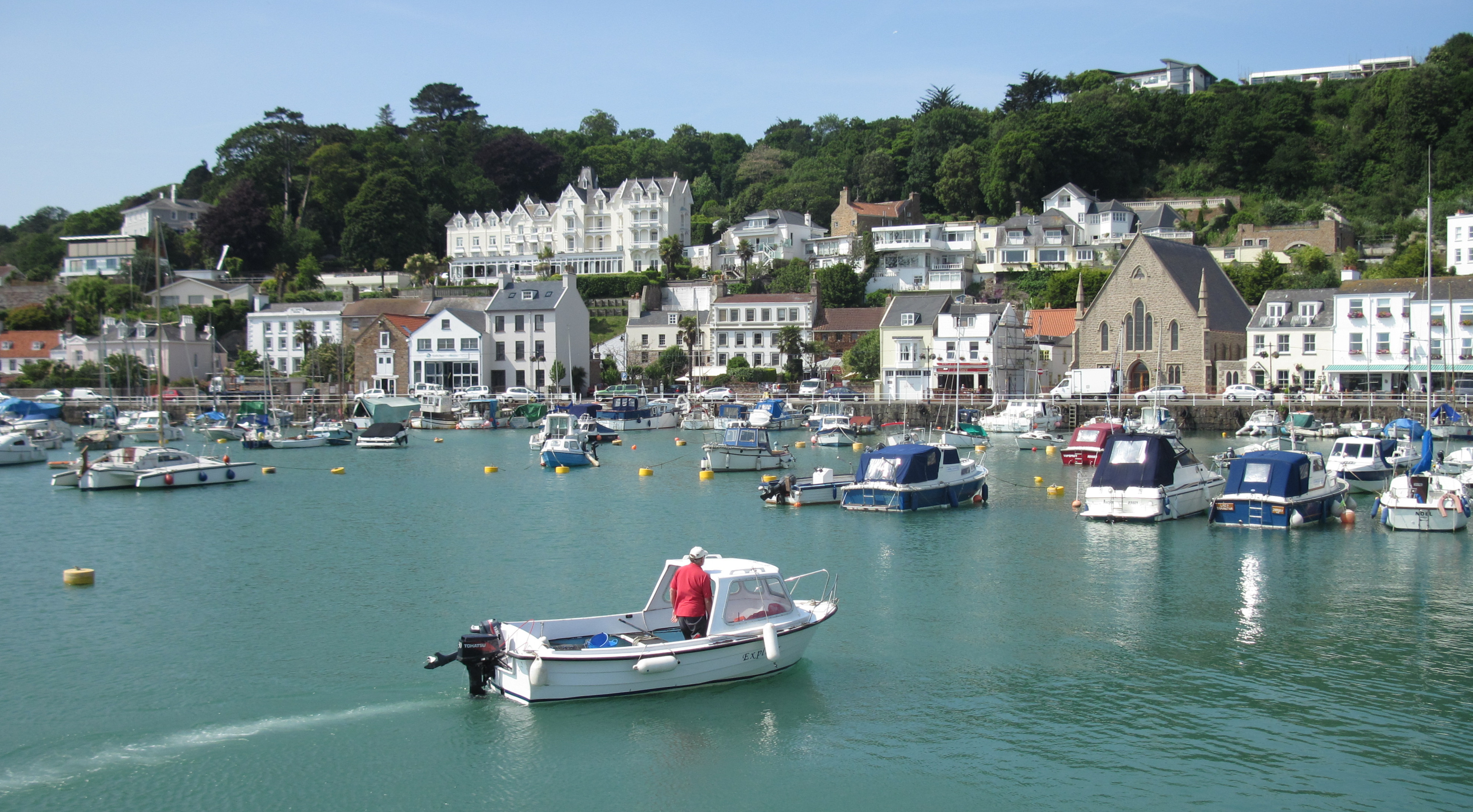
Widok na port i miasteczko Saint Aubin

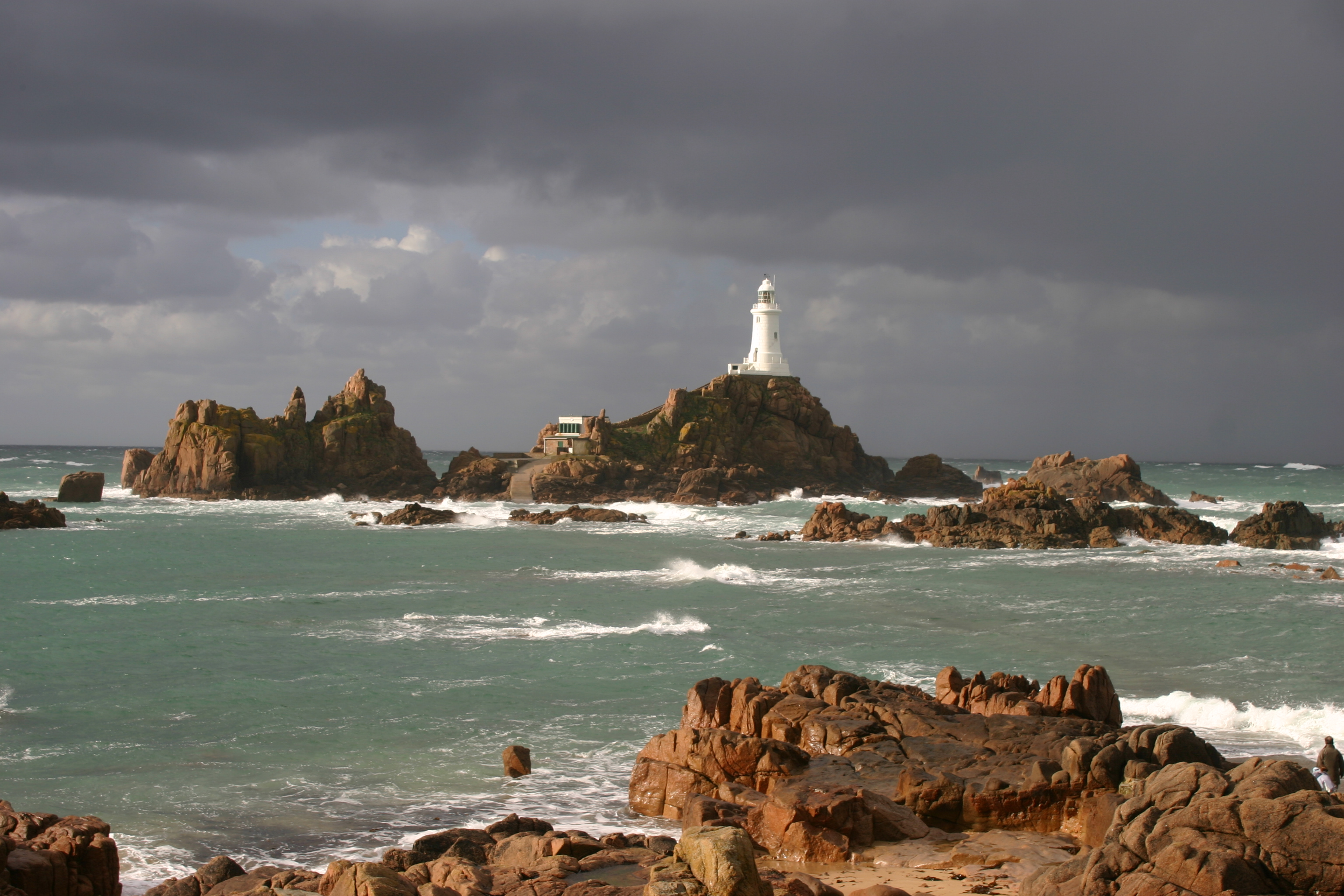
Latarnia morska La Corbière z 1874 r. na południowym wybrzeżu wyspy

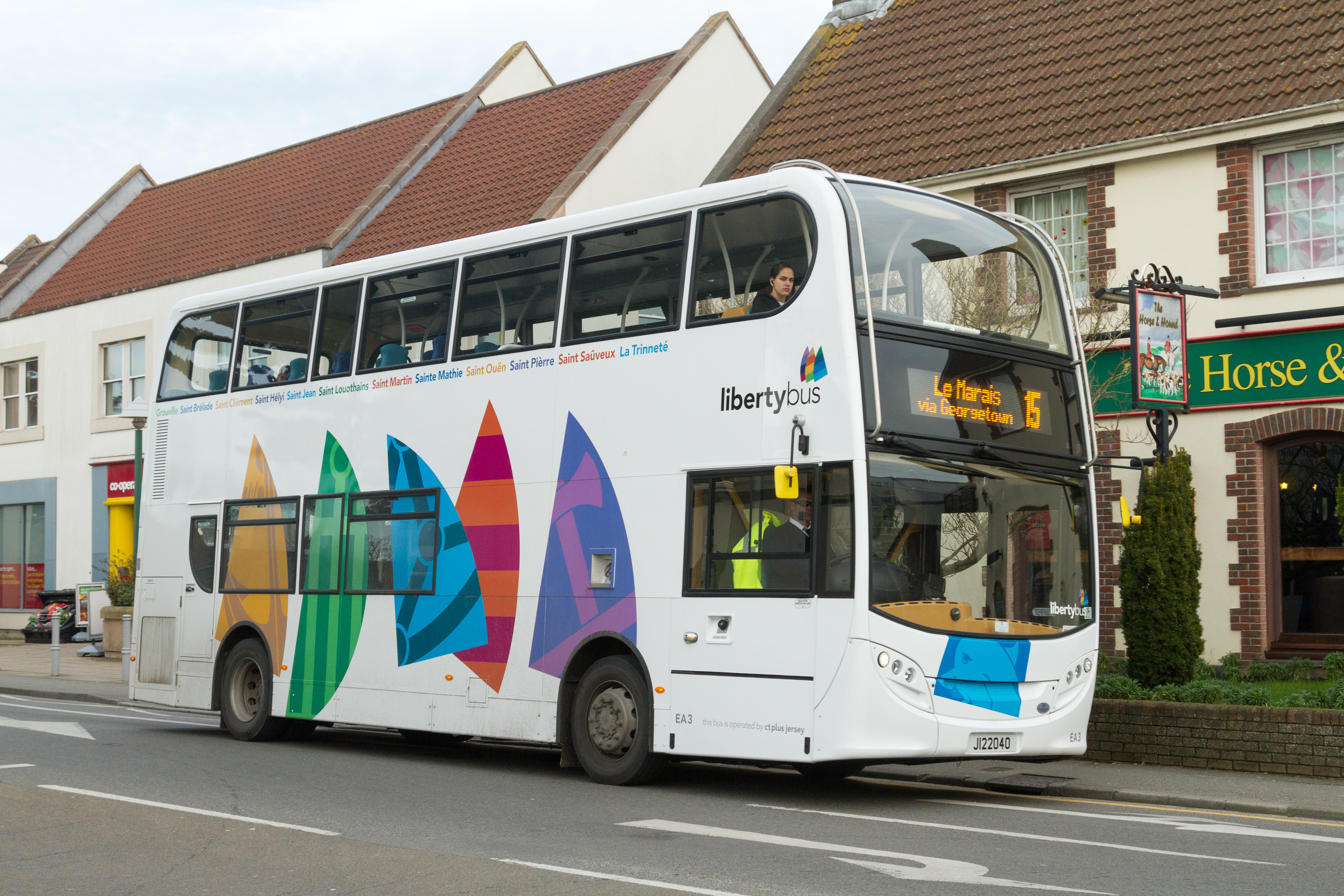
Autobus LibertyBus linii 15 w Saint Brelade

Jersey (wym. [ˈdʒɜrzi]), oficjalnie Baliwat Jersey (ang. Bailiwick of Jersey, jèrriais Bailliage dé Jèrri) – dependencja korony brytyjskiej obejmująca administracyjnie wyspę Jersey, jedną z Wysp Normandzkich, oraz kilkadziesiąt sąsiednich, niezamieszkanych wysepek.
De facto terytorium zależne Wielkiej Brytanii. Oficjalną władzę na wyspie sprawuje gubernator, działający w imieniu króla brytyjskiego (który w Jersey nosi tytuł Księcia Normandii), przez niego powoływany i odwoływany. Praktyczną władzę sprawuje lokalny rząd wybierany w wyborach.
Pod względem prawnym nie jest częścią Zjednoczonego Królestwa Wielkiej Brytanii i Irlandii Północnej (nie był również częścią Unii Europejskiej), ale za obronę i bezpieczeństwo odpowiada Wielka Brytania. Jersey posiada również swoją własną walutę, którą jest funt Jersey wymienny 1:1 na funt brytyjski.

## Historia
Wyspę przyłączył do Księstwa Normandii Wilhelm Długi Miecz, książę Normandii w 933. Jego potomek, Wilhelm Zdobywca, zdobył Anglię w 1066, co doprowadziło do połączenia Księstwa Normandii i królestwa Anglii pod jednym monarchą. Król Jan bez Ziemi stracił wszystkie terytoria w Normandii w 1204 na rzecz króla Francji, ale zachował w posiadaniu Jersey, wraz z Guernsey i innymi Wyspami Normandzkimi, które odtąd miały już wewnętrzny samorząd.
W XVIII w. Francuzi podjęli dwie próby zdobycia wyspy: nieudany desant w 1779 i desant, zakończony bitwą w Saint Helier w 1781, w obydwu przypadkach bez powodzenia.
Dzięki neutralności wyspy kwitł handel pomiędzy Anglią a Francją, co bogaciło mieszkańców. Wyspa jest jednym z najbardziej znanych rajów podatkowych.
Jersey zostało zajęte przez nazistowskie Niemcy 1 lipca 1940 i było okupowane aż do 9 maja 1945, końca II wojny światowej w Europie.

## Geografia
Powierzchnia wyspy Jersey, największej i najbardziej wysuniętej na południe z Wysp Normandzkich wynosi 120 km². Do Baliwatu Jersey należą również grupy niezamieszkałych wysp Minquiers, Ecréhous, Pierres de Lecq i Dirouilles. Jersey i towarzyszące jej mniejsze wysepki zbudowane są z granitów i gnejsów.
Najwyższym punktem wyspy jest wzgórze Les Platons, które osiąga wysokość 142 m n.p.m.
Klimat na wyspie jest umiarkowany ciepły morski, z łagodnymi zimami i umiarkowanym latem. Roczna suma opadów wynosi ok. 800 mm i przypada głównie na okres od listopada do stycznia.

## Ustrój polityczny
Głową terytorium jest król brytyjski Karol III tytułowany na Jersey Księciem Normandii. Na wyspie reprezentowany jest przez zastępcę, którym jest gubernator Jersey.

### Rząd
Wyspa Jersey posiada swój własny parlament nazywany Zgromadzeniem Stanów (ang. States Assembly).
Parlament wyspy jest jednoizbowy, a jego skład stanowi 49 członków. W obecnym Zgromadzeniu Stanów znajduje się: ośmiu Senatorów, dwudziestu dziewięciu Deputowanych oraz dwunastu, zasiadających z racji pełnionej funkcji Konstablów (connétable), reprezentujących każdy z okręgów Jersey.
Wszyscy członkowie rządu wybierani są w powszechnych wyborach odbywających się co cztery lata.

## Podział administracyjny Jersey
Wyspa Jersey podzielona jest na 12 okręgów (parishes).
Lista okręgów na wyspie Jersey (liczba ludności pochodzi ze spisu z 2011 roku, natomiast podana powierzchnia każdego parisha jest zgodna z danymi ze strony internetowej rządu Jersey):
| lp. | Okręg (parish) | Liczba ludności (2011) | Powierzchnia (w km²) | Gęstość zaludnienia (osób/km²) |
| --- | -------------- | ---------------------- | -------------------- | ------------------------------ |
| 1   | Saint Helier   | 33522                  | 10                   | 3200                           |
| 2   | Saint Saviour  | 13580                  | 9                    | 1500                           |
| 3   | Saint Brélade  | 10568                  | 13                   | 830                            |
| 4   | Saint Clement  | 9221                   | 4                    | 2200                           |
| 5   | Saint Lawrence | 5418                   | 10                   | 570                            |
| 6   | Saint Peter    | 5003                   | 12                   | 430                            |
| 7   | Grouville      | 4866                   | 8                    | 620                            |
| 8   | Saint Ouen     | 4097                   | 15                   | 270                            |
| 9   | Saint Martin   | 3763                   | 10                   | 370                            |
| 10  | Trinity        | 3156                   | 13                   | 260                            |
| 11  | Saint John     | 2911                   | 9                    | 330                            |
| 12  | Saint Mary     | 1752                   | 7                    | 270                            |

## Demografia
Według szacunków z 2021 roku Jersey zamieszkuje około 103 267 osób, z czego 34% ludności wyspy mieszka w stolicy wyspy Saint Helier.
Większość osób mieszkających na wyspie urodziła się na niej; oprócz nich większymi grupami narodowymi na Jersey są Brytyjczycy (ok. 31%), Portugalczycy (głównie z Madery, ok. 7%), Polacy (ok. 3%) oraz Irlandczycy (ok. 2%).
Spisy ludności na wyspie prowadzone są od 1821 roku i przeprowadzane są co ok. 5–10 lat (ostatni spis odbył się w 2021).

### Dane szczegółowe
Zasugerowano, aby ta sekcja została przeniesiona do artykułu Demografia Jersey. (dyskusja)

#### Liczba mieszkańców
Wyspę Jersey w różnych latach, według różnych szacunków i spisów zamieszkiwało:
107 800 osób – wg danych z 2019;
99 602 osób – wg danych z 2018;
97 857 osób – wg wyników oficjalnego spisu ludności z 2011

#### Struktura wieku
| Wiek    | Procent w populacji | Mężczyźni | Kobiety |
| ------- | ------------------- | --------- | ------- |
| 0 – 14  | 16,37%              | 8430      | 7870    |
| 15 – 24 | 13,63%              | 7004      | 6572    |
| 25 – 54 | 40,71%              | 20392     | 20160   |
| 55 – 64 | 12,73%              | 6187      | 6497    |
| 65+     | 16,56%              | 7015      | 9475    |

#### Średni wiek mieszkańców
Średni wiek mieszkańców Jersey w 2018 roku:
ogółem: 37,7 lat;
mężczyźni: 35,9 lat;
kobiety: 40,2 lat

#### Średnia długość życia
Średnia długość życia mieszkańców wyspy (2018):
ogółem: 82 lata
mężczyźni: 79,5 lat
kobiety: 84,7 lat

#### Pozostałe dane
Przedstawione poniżej dane pochodzą z szacunków z 2018
Przyrost populacji na Jersey: 0,76%
Współczynnik urodzeń: 11,65 urodzeń/1000 osób (2000)
Współczynnik zgonów: 9,26 zgonów/1000 osób (2000)
Współczynnik imigracji: 2,81 imigranta/1000 osób (2000)
Współczynnik zgonu niemowląt: 5,71 zgonów/1000 żywych urodzeń (2000)
Współczynnik płodności: 1,56 dzieci/kobietę (2000)
Współczynnik płci na Jersey (wg danych z 2018)
Po urodzeniu: 1,06 mężczyzny / kobiety
Do 14 lat: 1,07 mężczyzn / kobietę
15–24 lata: 1,07 mężczyzn / kobietę
25–54 lata: 1,01 mężczyzny / kobiety
55–64 lata: 0,95 mężczyzn / kobietę
65 lat i więcej: 0,74 mężczyzn / kobietę
Ogółem: 0,97 mężczyzn / kobietę

#### Wyznania
Na wyspie mieszkają m.in. anglikanie, katolicy, baptyści, wyznawcy Congregational New Church, metodyści, prezbiterianie, Świadkowie Jehowy, kwakrzy.

## Języki

### Języki urzędowe
Na wyspie Jersey obowiązują dwa języki urzędowe: angielski i francuski (francuski to tzw. Jersey Legal French, jest to język nietożsamy z językiem mówionym we Francji, prowadzi się w nim czynności urzędowe oraz postępowania sądowe).

### Jèrriais(język lokalny)
Oprócz angielskiego i francuskiego na Jersey ważnym językiem jest lokalny język Jèrriais, język ten jest tradycyjną mową mieszkańców wyspy, ale niewielu z nich posługuje się nim na co dzień. By język nie zginął i nie został zapominany, prowadzone są przedsięwzięcia mające na celu przywrócenie tej mowy do codziennego życia (jednym z takich przedsięwzięć jest nauka Jèrriais w szkołach).
W lokalnym języku wydawane są niektóre gazety, a gdzieniegdzie pod angielskimi zwrotami można zauważyć zwroty i słowa w Jèrriais.

### Inne języki
Innymi językami często używanymi na wyspie są portugalski i polski; oba są popularne ze względu na dużą liczbę mieszkających na Jersey Polaków oraz Portugalczyków z Madery.

## Gospodarka
Po II wojnie światowej poważną rolę w gospodarce Jersey zaczęły odgrywać usługi finansowe, które stanowiły ponad 60% PKB, a to za przyczyną odrębnego ustawodawstwa oraz specyficznego położenia politycznego i geograficznego. W końcu Jersey stało się rajem podatkowo-finansowym, jednak w ostatnich latach Unia Europejska wymusza ograniczenie tych przywilejów, co skutkuje utratą setek miejsc pracy. Poza tym wyspa jest też popularnym miejscem wypoczynku, dzięki czemu ok. 8,3% PKB pochodzi właśnie z turystyki (2017). Dochód narodowy Jersey wynosi 3,6 mld funtów (2012), czyli w przybliżeniu ok. 40 000 funtów na jednego mieszkańca. Wyspa charakteryzuje się też stosunkowo niskim bezrobociem, które wynosi poniżej 3,5% (2021) i roczną inflacją wynoszącą ok. 2,5% (2025).

## Transport

### Transport lotniczy i morski
Na Jersey można dostać się drogą powietrzną lub morską.
Lotnisko Jersey znajduje się w południowo-zachodniej części wyspy w miejscowości Saint Peter. Bezpośrednim lotem na Jersey można dostać się z portów lotniczych w Wielkiej Brytanii, Guernsey oraz sezonowo z Hiszpanii.
Drugim sposobem dostania się na wyspę jest dotarcie na nią statkiem lub promem. Na Jersey znajduje się kilka portów morskich, najważniejszym i największym z nich jest port w Saint Helier, a także mniejsze, w Gorey i Saint Aubin (Saint Brelade). Do portów na wyspie zawijają statki z Guernsey, Francji i Wielkiej Brytanii.

### Transport wewnątrz wyspy
Na wyspie wg danych z 2010 roku znajduje się 576 km dróg.
Na Jersey istnieje autobusowa komunikacja publiczna. Połączenia autobusowe na wyspie obsługuje przewoźnik LibertyBus (część HTC Group). W październiku 2020 roku na wyspie istniało 20 linii autobusowych łączących ze sobą wszystkie okręgi na Jersey.
Od lat 70 XIX wieku do przełomu lat 20 i 30 XX wieku na Jersey istniały dwie linie kolejowe łączące stolicę wyspy z jej południowo-wschodnimi i południowo-zachodnimi krańcami. Jednak przez rozwój transportu samochodowego i znaczny spadek liczby pasażerów stały się one nierentowne co doprowadziło do ich likwidacji.

## Galeria

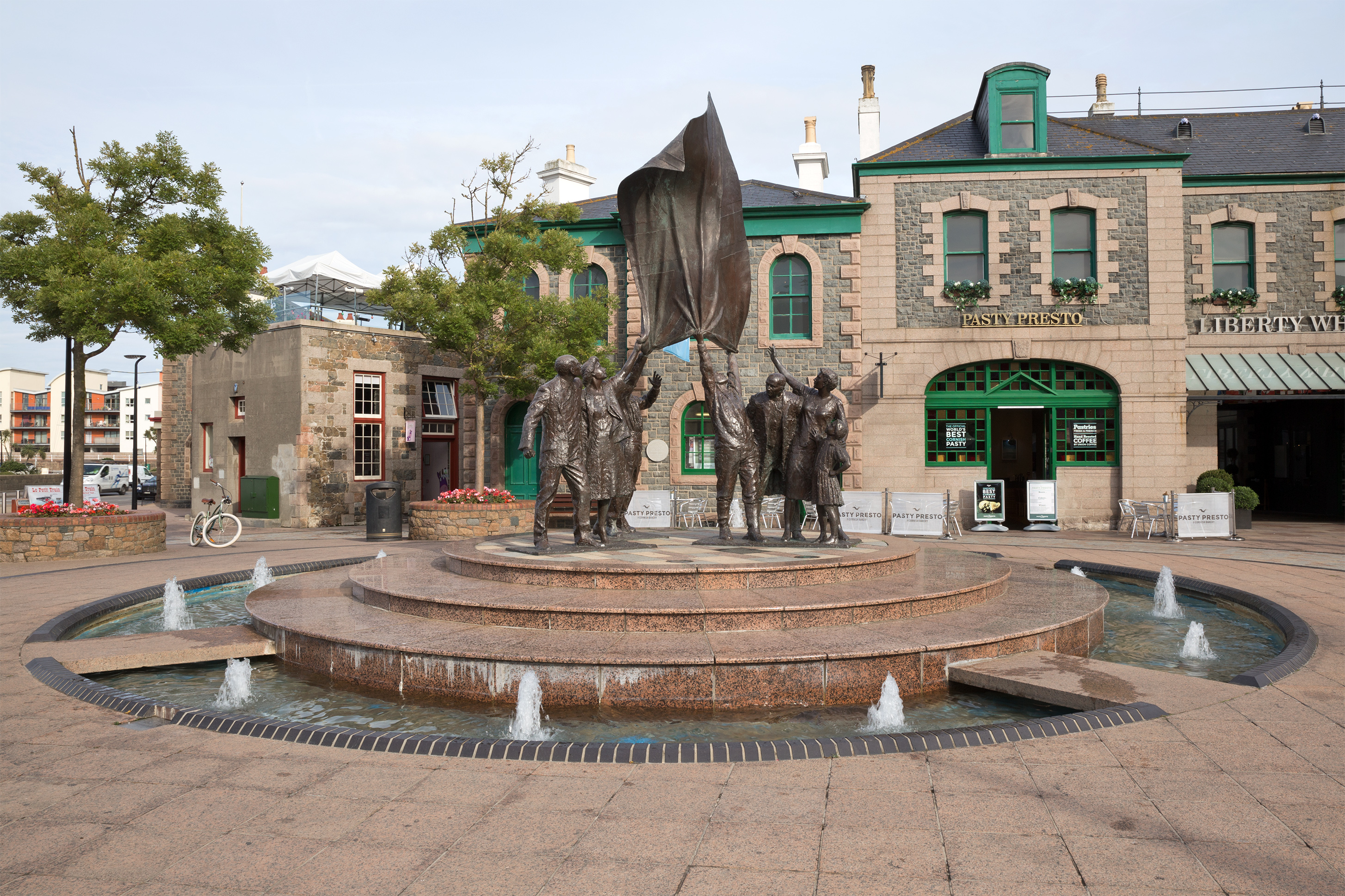
Plac Wyzwolenia w Saint Helier
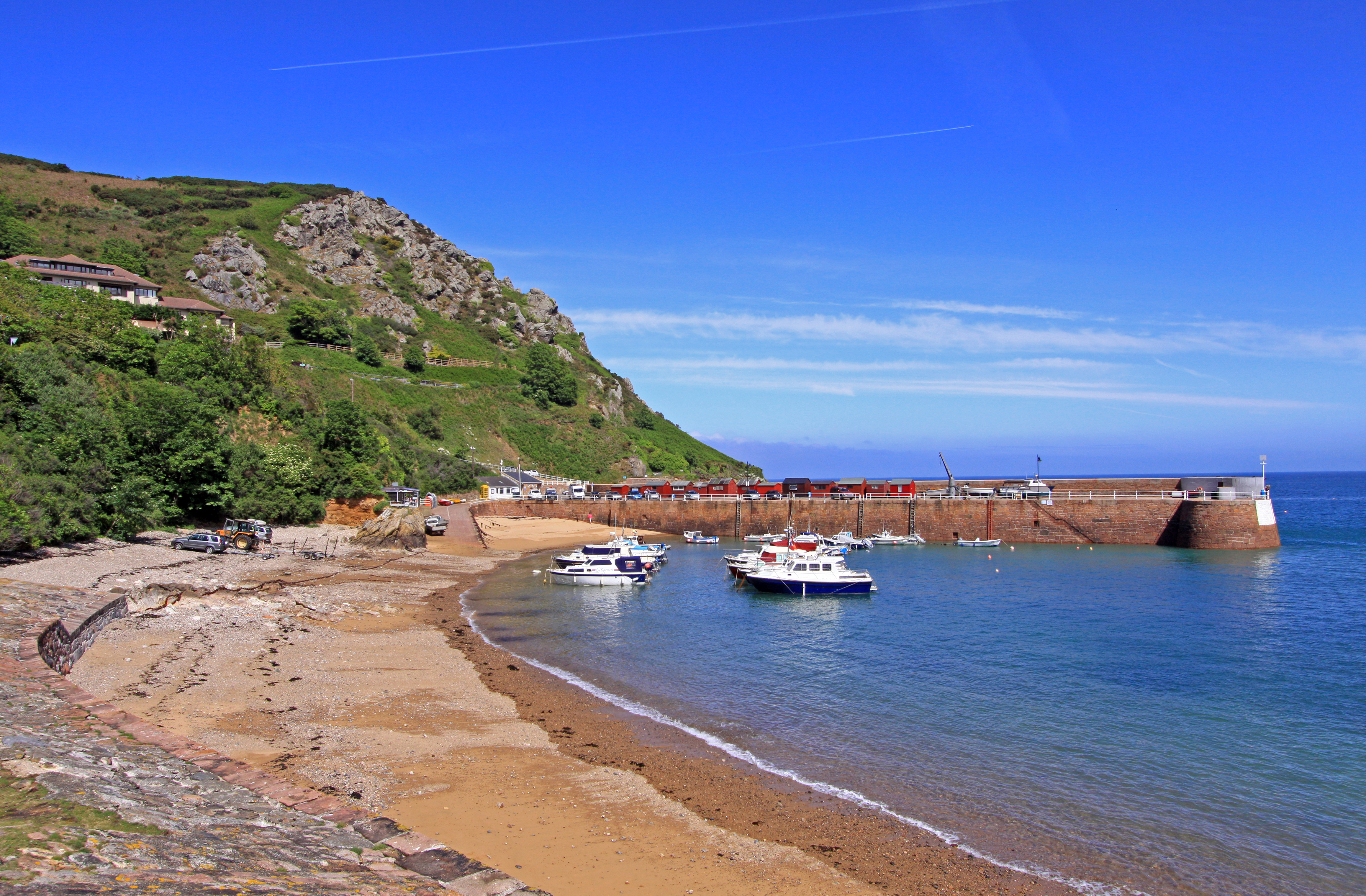
Zatoka Bonne Nuit; przykład wybrzeża Jersey
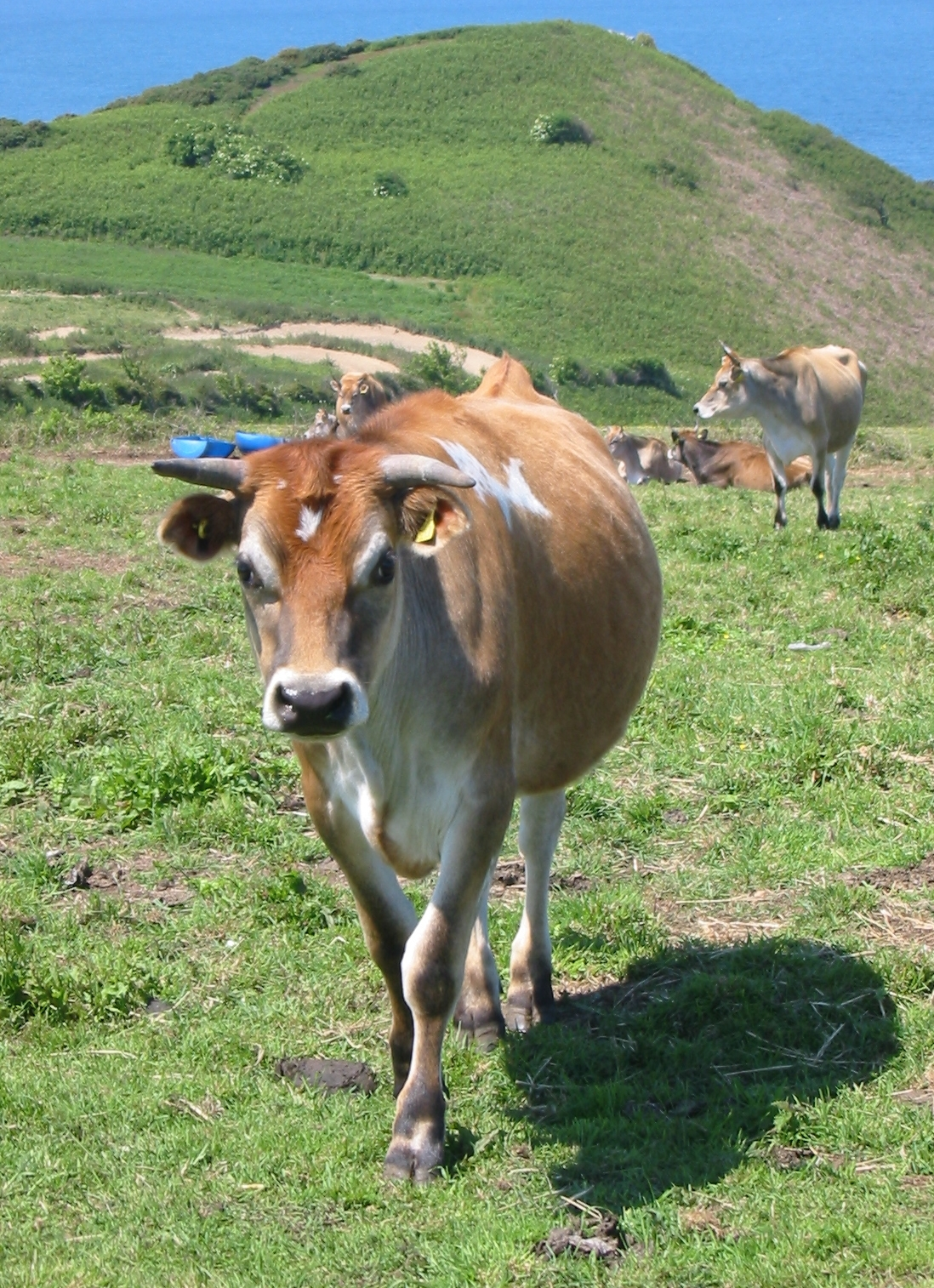
Krowa lokalnej rasy Jersey w Trinity na północnym wybrzeżu wyspy
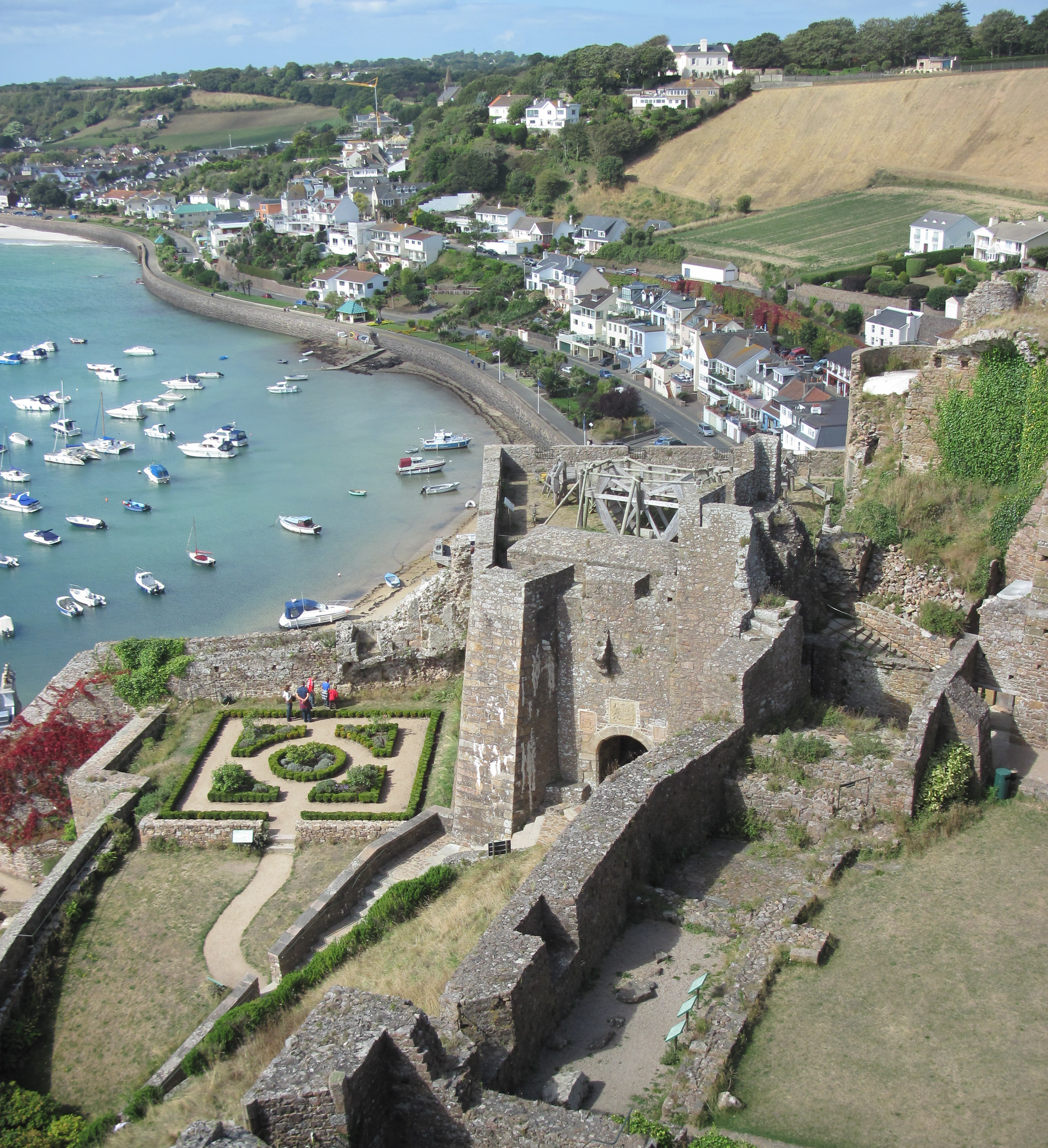
Widok z murów zamku Mont Orgueil na miasteczko i część portu Gorey
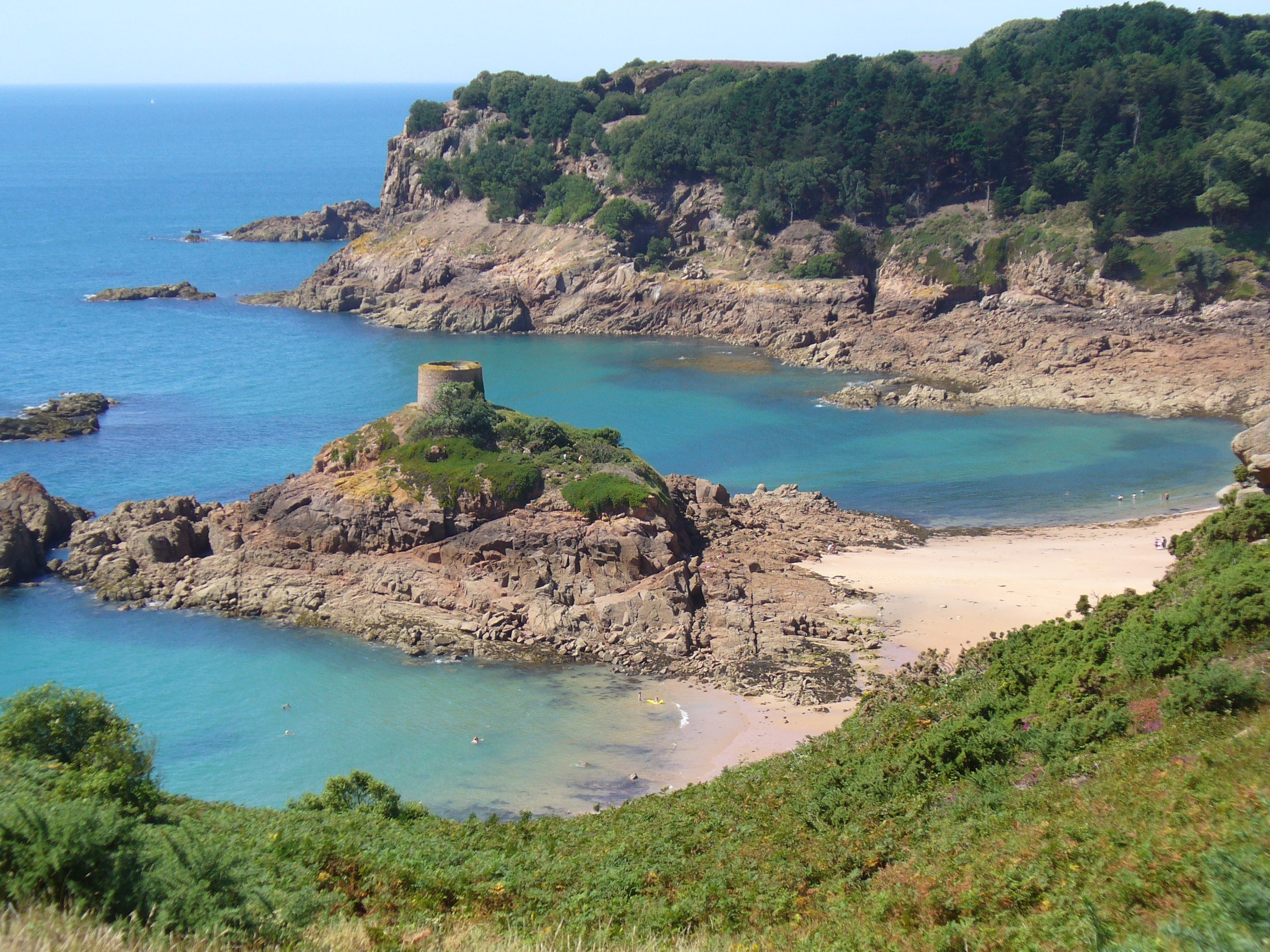
Południowe wybrzeże wyspy w Saint Brelade, na małej wyspie pływowej widać Portelet Tower
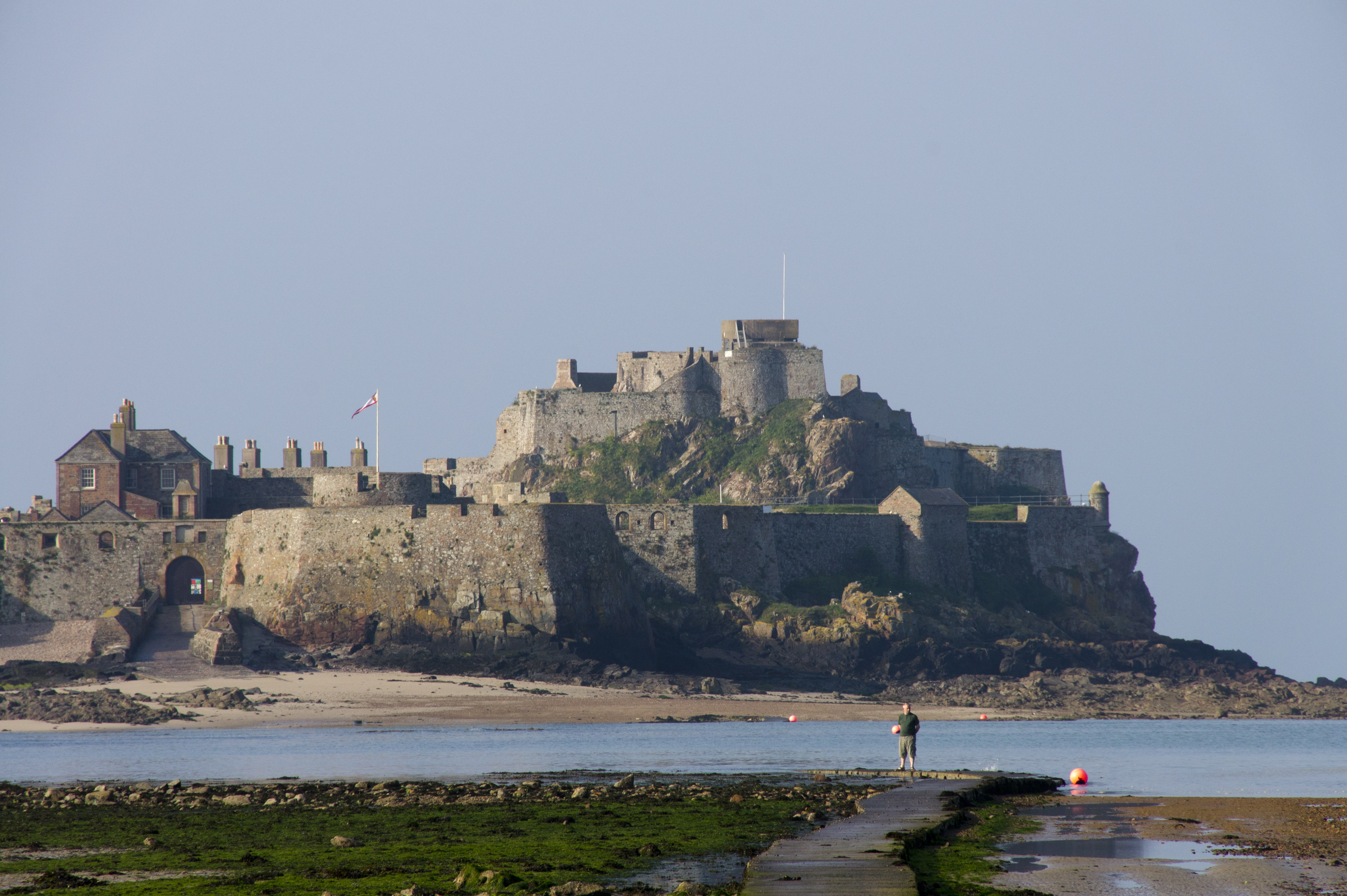
Twierdza Elizabeth Castle w czasie odpływu widziana z St. Helier
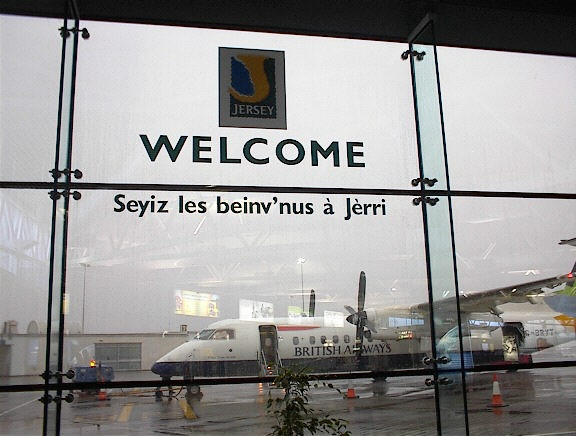
Powitanie w dwóch językach na lotnisku Jersey; na górze widać powitanie w języku angielskim, poniżej powitanie w regionalnym języku Jèrriais
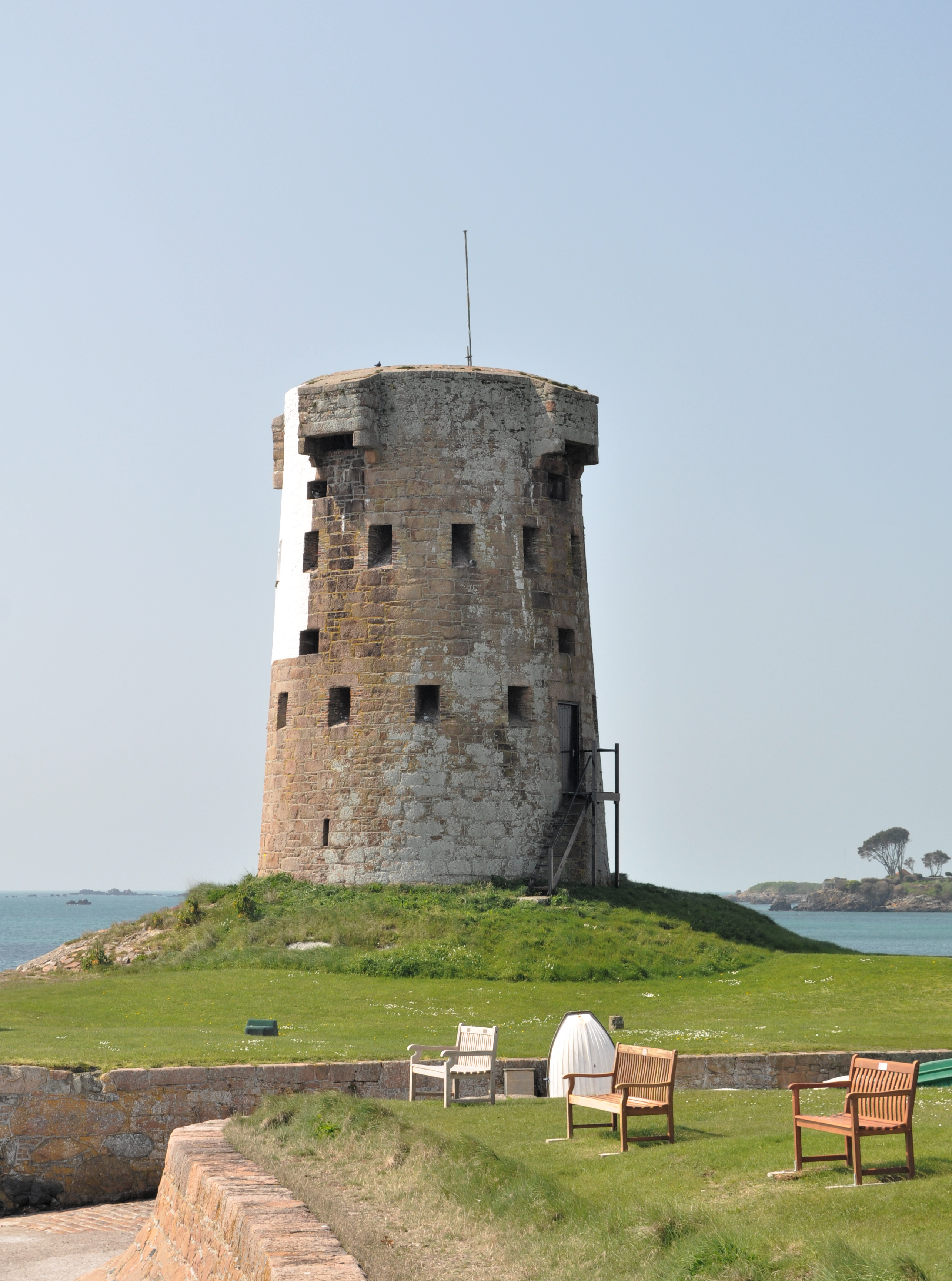
Wieża Le Hocq w St. Clement
Widok na zamek Mont Orgueil i miejscowość Gorey, nad brzegiem zatoki widać kawałek nieistniejącej już linii kolejowej do St. Helier
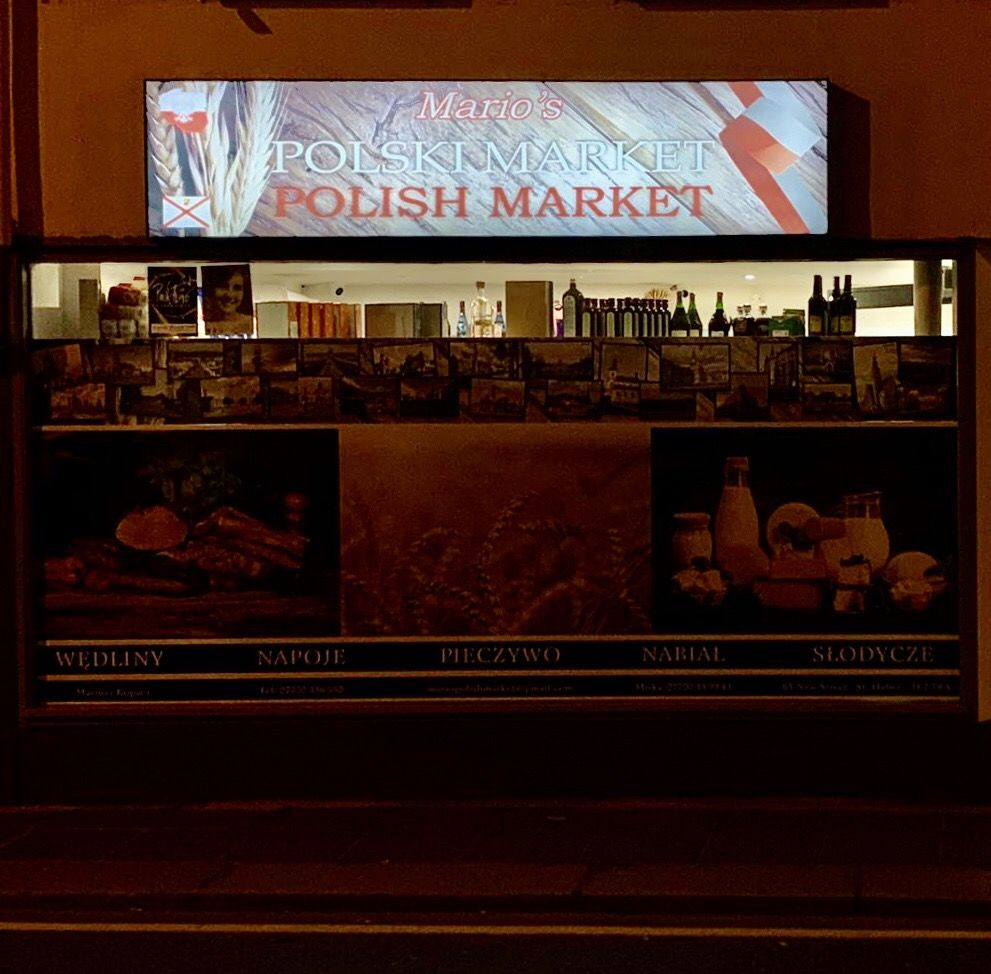
Polski sklep w Saint Helier – przykład użycia j.polskiego na Jersey
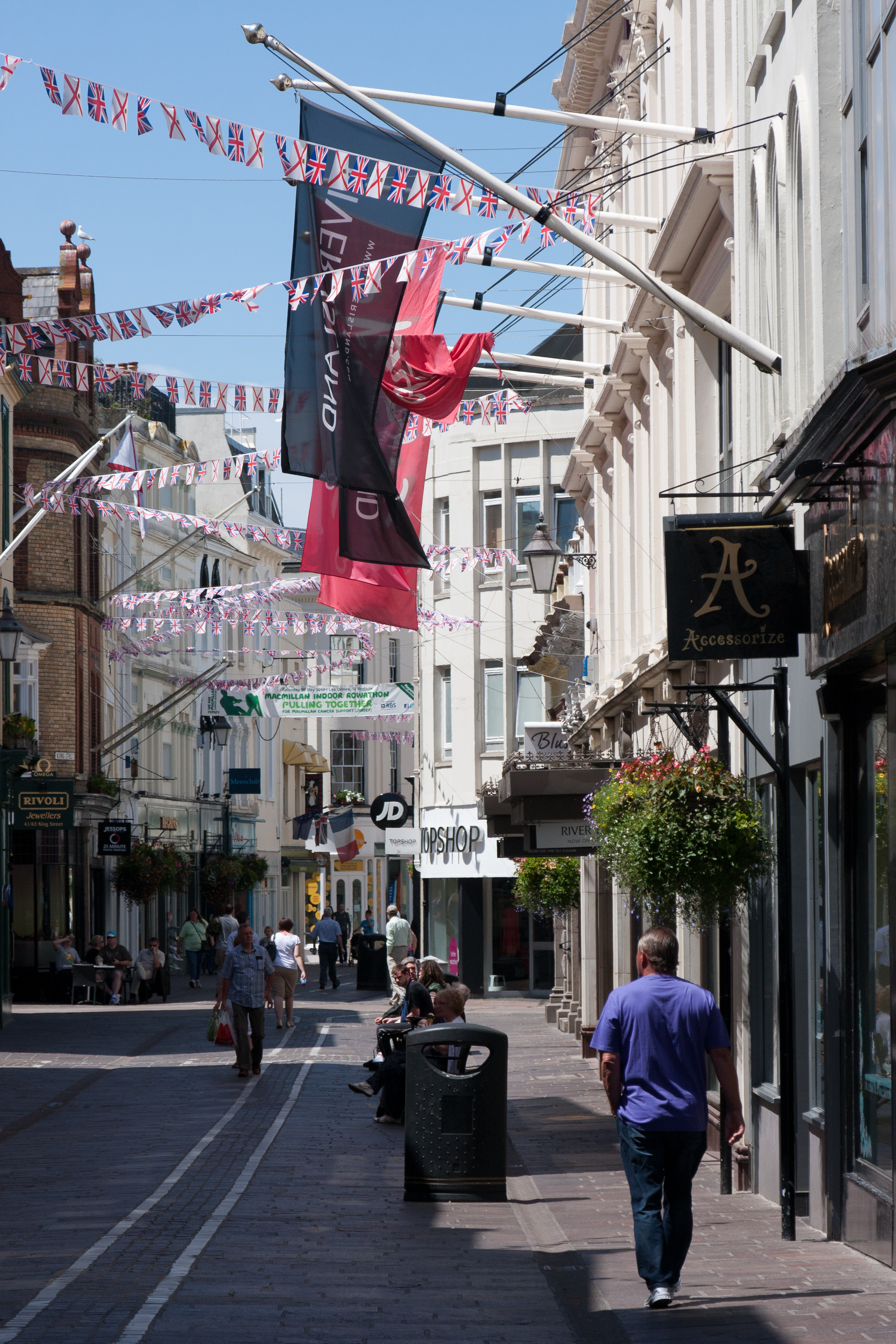
Widok na King Street, główny deptak i jedną z najważniejszych ulic handlowych St. Helier
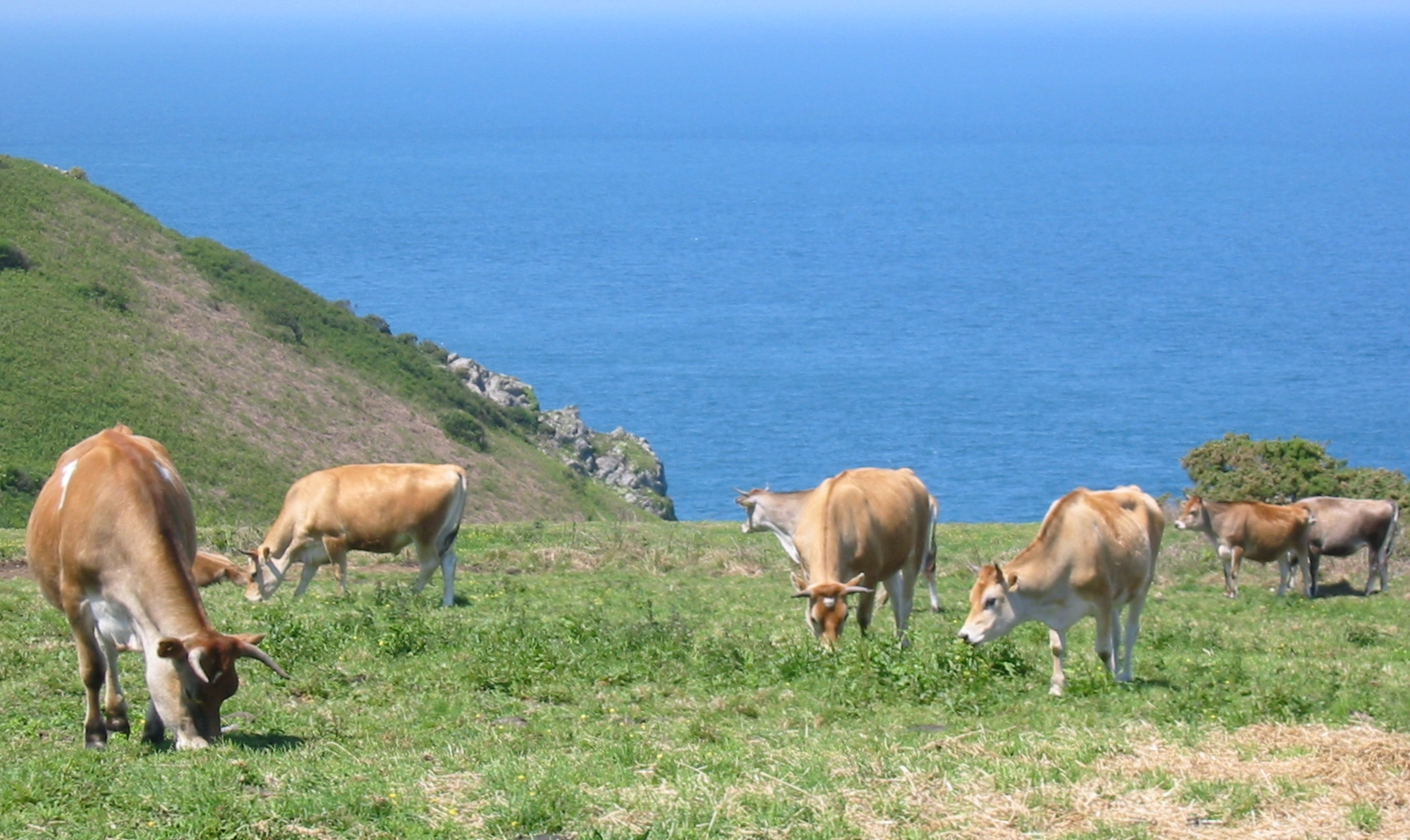
Krowy lokalnej rasy Jersey pasące się na klifach w Trinity